# Philipp Hangen (Bibliothekar)
Philipp Hangen (* 26. März 1836 in Worms; † 10. August 1915 in Darmstadt) war ein deutscher Philologe, Professor für Englisch und Französisch und Bibliothekar.

## Leben
Er verbrachte seine Kindheit und Schulzeit in seiner Heimatstadt. Nach dem Abitur studierte er Klassische Philologie an der Universität Gießen, wo er 1858 zum Dr. phil. promovierte. Anschließend war er Lehramtskandidat an einem Gymnasium in Worms. 1859 kam er nach Darmstadt und wurde Lehrer am Eysenbach’schen Institut. Zwei Jahre später wechselte er an das Trinity College Glenalmond in Schottland, wo er Deutsch und Französisch unterrichtete. Von 1870 bis 1873 war er öffentlicher Examinator in England. Im November 1875 kehrte er nach Darmstadt zurück und erhielt eine Stelle als Lehrer am Realgymnasium am Kapellplatz. Zwei Jahre danach wurde er Lehrer an der Realschule in Darmstadt und gleichzeitig Lehrer für Englisch an der TH Darmstadt. Kurz nach seiner Heirat 1878 eröffnete er ein privates Internat für junge Engländer; ein Studienaufenthalt in Darmstadt war zu dieser Zeit bei jungen Engländern sehr beliebt, wegen der engen verwandtschaftlichen Beziehungen des hessischen großherzoglichen Hauses zum englischen Königshaus (Alice, die zweite Tochter von Königin Victoria, war mit dem hessischen Großherzog Ludwig IV. verheiratet). 1893 wurde ihm der Professorentitel verliehen. Im Oktober 1894 erhielt er eine ordentliche Professur für neuere Sprachen, Englisch und Französisch an der TH Darmstadt.
Philipp Hangen leitete nach dem Tod von Otto Roquette 1895 die seit 1872 bestehende Hochschulbibliothek der TH Darmstadt. Dieses Amt versah er von 1896 bis 1901, wie seine Vorgänger, nebenamtlich. Seit Einweihung des Hauptgebäudes der TH Darmstadt im Jahre 1895 befand sich die Hochschulbibliothek in zwei größeren Räumen im Erdgeschoss am Ende des Flures zur Wandelhalle hin. Seit November 1894 war Hangen auch beeidigter Übersetzer und Dolmetscher.
Philipp Hangen starb drei Jahren nach seiner Emeritierung im August 1915 im Alter von 79 Jahren. Er war seit dem 3. August 1878 mit Helene von Bechthold (* 4. November 1852) verheiratet. Aus der Ehe ging nur eine Tochter, Maria Ottilie („Tilla“) Hangen, die spätere Ehefrau von Viktor Blaess hervor.

## Ehrungen
- 1906: Ernennung zum Geheimen Hofrat
- 1908: Erneuerung der Promotion aus Anlass der 50-jährigen Wiederkehr.

## Veröffentlichungen
Philipp Hangen hat vor allem Lehrwerke für den Englischunterricht überarbeitet bzw. herausgegeben.
- 1892: The parasite or the art to make one’s fortune, Dresden.